# Conseiller d’État (Ancien Régime)
Der Titel Conseiller d‘État (Staatsrat) wurde im Frankreich des Ancien Régime von hochrangigen Beamten an der Schnittstelle von Politik und Verwaltung geführt. Er ist zu unterscheiden vom Conseil d’État als Institution, wie er am 13. Dezember 1799 unmittelbar nach dem Staatsstreich des 18. Brumaire durch den Ersten Konsul und späteren Kaiser Napoleon Bonaparte gegründet wurde.
Die Conseillers d‘État gehörten während des Ancien Régime zu den höchsten Würdenträgern der französischen Monarchie. Unter den insgesamt 30 Staatsräten befanden sich drei Geistliche, drei aus dem alten Adel (Schwertadel, Conseillers d’État d‘épée) und 24 aus der Noblesse de Robe (Amtsadel, Conseillers d’État de Robe).
Die Conseillers d’État d‘épée waren von angesehener Herkunft, die in der Armee oder in der Diplomatie gedient hatten. Neunzig Prozent der Conseillers d’État de Robe wurden aus den Maîtres des Requêtes ausgewählt, während die Übrigen Angehörige einer Cour souveraine (z. B. Conseil du Roi, Chambre des comptes, Cour des monnaies, Parlement) waren. Oft hatten sie bereits Erfahrung als Intendanten. Im Jahr 1789 wurde ihre Zahl auf 42 erhöht: 25 Räte in Vollzeit, 16 Räte in Teilzeit als, die in einem sechsmonatigen Turnus arbeiteten, sowie der Dekan der Maîtres des Requêtes.
Das  Hofzeremoniell sprach ihnen einen hohen Rang zu, sie standen direkt unter den Prinzen der königlichen Familie („Princes du sang“), den Kardinälen, Herzögen und Pairs. Das Gehalt war minimal, d. h. 3300 bis 5100 Livre pro Jahr, abhängig vom Dienstalter, konnte aber um weitere 4000 Livre jährlich durch Renten oder durch Zuwendungen aufgrund von Tätigkeiten in Finanzkommissionen aufgestockt werden.
Die Staatsräte hielten „Kommissionen“ (d. h. nicht erworbene und erbliche Ämter), die vom König durch Patentbriefe vergeben wurden. Die prestigeträchtige Position verlieh dem Kommissionsinhaber sofortigen Adel, wenn er nicht bereits Mitglied des Adels war. Ihre offizielle Stellenbeschreibung besagte, dass sie „vom König in jeder Angelegenheit und bei jeder Gelegenheit konsultiert werden sollten, die der König für richtig hielt“. In der Praxis war ihre Rolle eine Kombination aus den Pflichten heutiger Staatsräte und Richter des französischen Obersten Gerichtshofs.
Der Titel unterlag keinem Mindestalter, obwohl der König im Allgemeinen Männer mit Erfahrung auswählte, während z. B. René Louis d’Argenson bereits mit 24 Jahren Staatsrat wurde und Marc-Pierre d’Argenson sogar mit 22 Jahren.
Die Conseillers d‘État kombinierten ihre Funktion oft mit anderen Verwaltungsfunktionen wie Botschafter, Präsident des Hochgerichts etc.
Alle Staatsräte saßen in den Beratungsgremien des Königs (Conseil privé, Conseil des Parties oder Conseil d'État). Als Teil der Rechtssystems und offiziell im Jahr 1557 gegründet, war dies der größte der königlichen Räte, bestehend aus dem Kanzler von Frankreich, den Herzögen und Pairs, den Ministern und Staatssekretären, dem Contrôleur général des finances, den 30 Staatsräten, den 80 Maîtres des Requêtes und die Finanzintendanten. Die Conseillers d‘État konnten in Angelegenheiten, die ihnen unterstanden, auch vor andere Räte des Königs gerufen werden.